# Meredeth Quick
Pour les articles homonymes, voir Quick.
Meredeth Quick, née le 11 mai 1979 à Denver, est une joueuse professionnelle de squash représentant les États-Unis. Elle atteint en décembre 2003 la 37e place mondiale sur le circuit international, son meilleur classement. Elle remporte avec l'équipe des États-Unis la médaille d'or en squash aux Jeux panaméricains de 2003.
Son frère ainé Preston Quick est également joueur professionnel de squash, champion des États-Unis en 2003 et 2004.

## Finales
- Championnats des États-Unis : 3 finales (2002, 2004, 2005)